# جيراني من عائلة يامادا
جيراني من عائلة يامادا (باليابانية: (ホーホケキョとなりの山田くん، هوهوكيكيو توناري نو ياماداكن) و(بالإنجليزية: My Neighbors the Yamadas)‏ فيلم رسوم متحركة ياباني (أنمي) أنتج عام 1999 من إخراج إيزاو تاكاهاتا فيما قام بتنفيذ الرسوم الكرتونية إستديو جيبلي.

## وصلات خارجية
- جيراني من عائلة يامادا على موقع IMDb (الإنجليزية)
- جيراني من عائلة يامادا على موقع ميتاكريتيك (الإنجليزية)
- جيراني من عائلة يامادا على موقع روتن توميتوز (الإنجليزية)
- جيراني من عائلة يامادا على موقع نتفليكس (الإنجليزية)
- جيراني من عائلة يامادا على موقع ألو سيني (الفرنسية)
- جيراني من عائلة يامادا على موقع Turner Classic Movies (الإنجليزية)
- جيراني من عائلة يامادا على موقع أول موفي (الإنجليزية)
- جيراني من عائلة يامادا على موقع فيلمافينيتي (الإسبانية)
- جيراني من عائلة يامادا على موقع قاعدة بيانات الأفلام السويدية (السويدية)
- جيراني من عائلة يامادا على موقع قاعدة بيانات الفيلم (الإنجليزية)

1. ↑  مذكور في: رسم قوقل البياني المعرفي.
2. 1 2 3  "My Neighbors the Yamadas | Ghibli Wiki | Fandom".
3. ↑  مذكور في: قاعدة بيانات الأفلام على الإنترنت. لغة العمل أو لغة الاسم: الإنجليزية.
4. ↑  "معلومات عن جيراني من عائلة يامادا على موقع kinopoisk.ru". kinopoisk.ru. مؤرشف من الأصل في 2016-08-03.
5. ↑  "معلومات عن جيراني من عائلة يامادا على موقع imdb.com". imdb.com. مؤرشف من الأصل في 2019-05-30.
6. ↑  "معلومات عن جيراني من عائلة يامادا على موقع svenskfilmdatabas.se". svenskfilmdatabas.se. مؤرشف من الأصل في 2018-10-04.